# Олива европейская
Оли́ва европе́йская, или Масли́на культу́рная, или Масли́на европе́йская, или Оли́вковое де́рево (лат. Olea europaea) — вечнозелёное субтропическое дерево; вид рода Маслина (Olea) семейства Маслиновые (Oleaceae).
Растение с древности возделывается для получения оливкового масла, в диком виде не встречается.

## Ареал
Родина — юго-восточное Средиземноморье. Культурная форма оливы европейской выращивается во всех средиземноморских странах, в Абхазии, на Черноморском побережье России (в районе Геленджика, Туапсе, Сочи), на южном берегу Крыма, в Грузии, в Азербайджане, Туркмении, Ираке, Иране и Пакистане, а также в северной Индии. В настоящее время выращивается в Южном Китае, на Яве, острове Реюньон и на Аравийском полуострове. В 1560 году была завезена в Америку, где возделывается преимущественно в Перу и Мексике, в Калифорнии, Аргентине. Впервые начала культивироваться в Греции, где и выращивается в больших количествах по сей день.

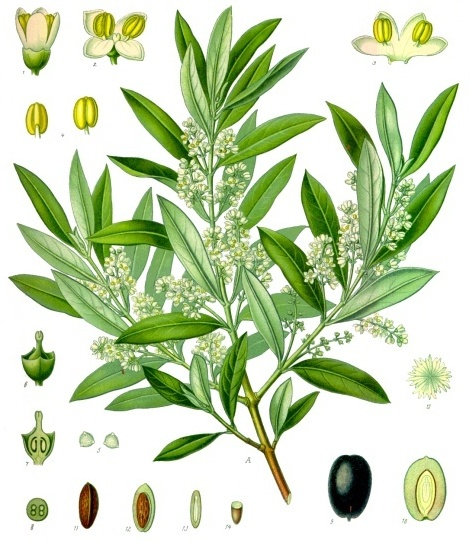
A — цветущая ветвь; 1 — нераскрытый цветок; 2 — раскрытый цветок; 3 — разрезанный и развернутый венчик; 4 — тычинка, вид спереди и сзади; 5 — пыльцевые зерна; 6 — отцветший цветок без венчика; 7 — то же в продольном разрезе; 8 — завязь в поперечном разрезе; 9 — плод (односемянная костянка); 10 — то же в продольном разрезе; 11 — косточка; 12 — то же в продольном разрезе; 13 — семя в продольном разрезе параллельно узкой стороне; 14 — то же в поперечном разрезе.

## Ботаническое описание
Вечнозелёный кустарник 1–3 м или дерево 4–5 (10–12) м высотой. Ствол покрыт серой корой, суковатый, искривлённый, в старости обычно дуплистый. Ветви узловатые, длинные, у некоторых сортов — пониклые.

### Листья
Листья простые, почти сидячие, кожистые, узколанцетные, цельнокрайные, серо-зелёные, снизу серебристые, не опадают на зиму и возобновляются постепенно на протяжении двух–трёх лет.

### Цветки

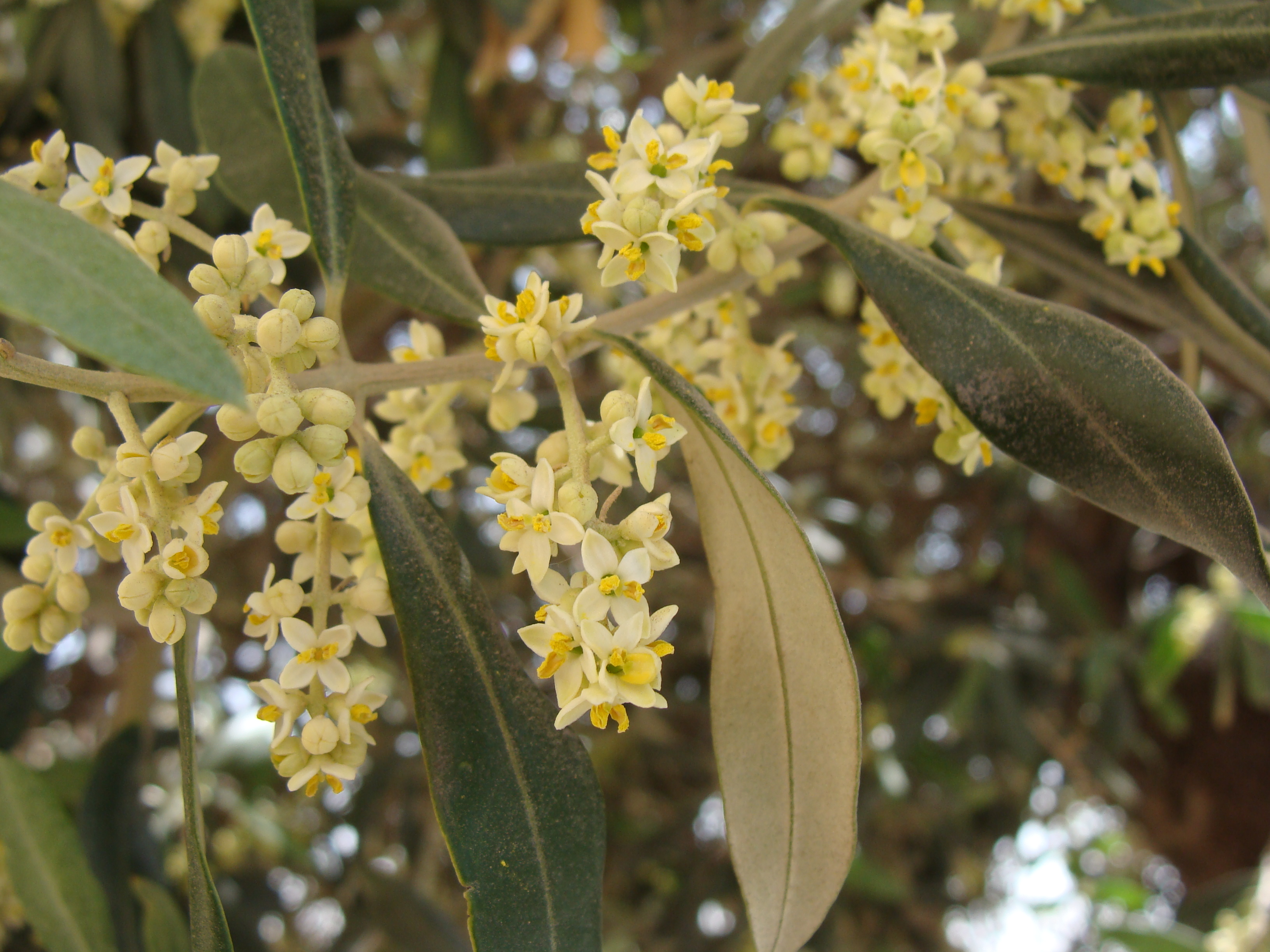
Масличное дерево в цвету

В зависимости от климата оливковые деревья цветут с конца апреля до начала июля. Душистые цветки очень мелкие, от 2 до 4 миллиметров длиной, беловатые, с пестиком с двураздельным рыльцем и двумя тычинками, расположены в пазухах листьев в виде метельчатых кистей. В одном соцветии от 10 до 40 цветков.
Если за 6 недель до цветения дерево испытывает засуху или недостаток питательных веществ, то урожайность резко снижается, поскольку уменьшается количество цветков. В этом случае перекрёстное опыление может помочь увеличить урожай.
Пыльцу оливковых деревьев собирают пчёлы, однако ключевую роль в процессе размножения играет ветроопыление.
Дикая (Olea europaea var. sylvestris) и культурная (Olea europaea var. europaea) разновидности оливы европейской обладают диплоидным набором хромосом 2n = 2x = 46. 

### Плоды

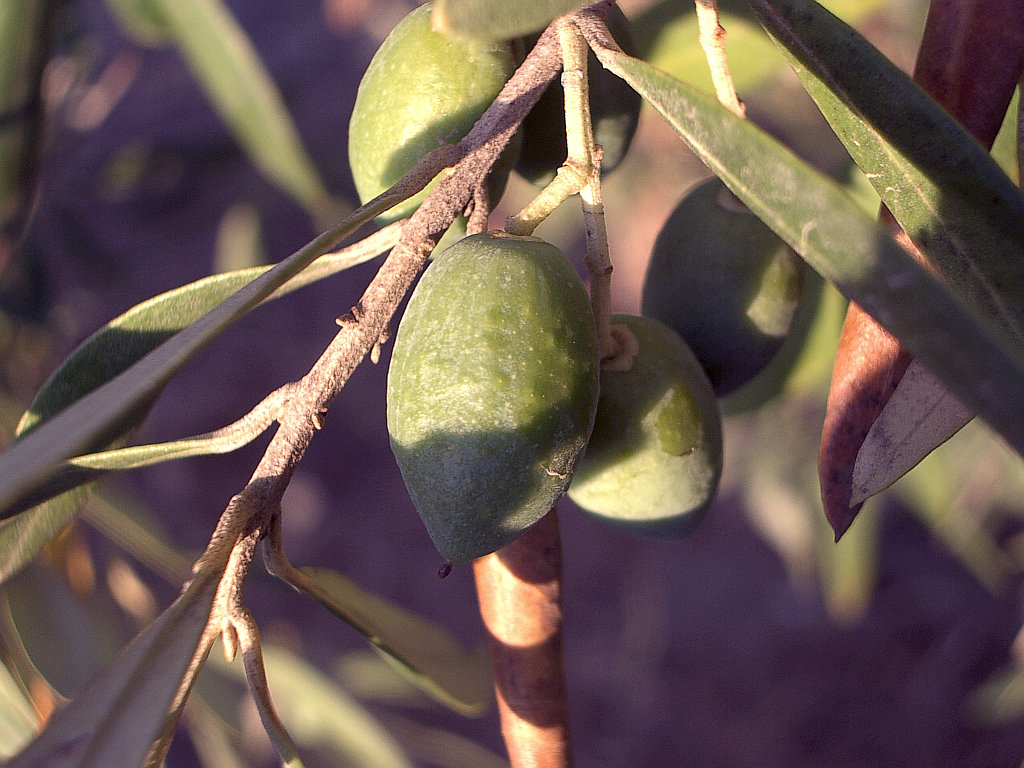
Плоды оливы на ветке

Плод оливы — псевдомономерная костянка (пиренарий), чаще всего удлинённо-овальной формы, длиной от 0,7 до 4 сантиметров и диаметром от 1 до 2 сантиметров, с заострённым или тупым носиком, с мясистым околоплодником, содержащим масло. Окраска мякоти плода различается в зависимости от сорта дерева (степени зрелости плода): она может быть либо зелёной, либо чёрной, либо тёмно-фиолетовой, часто с интенсивным восковым налётом. Косточка очень плотная, с бороздчатой поверхностью. Созревание плодов происходит через 4–5 месяцев после цветения. Растения, выращенные из семян, вступают в плодоношение на 10-12 год, выращенные из черенков начинают плодоносить на 4–5 год. Урожайность 20–40 кг с дерева.
Плод оливы в среднем состоит из:
| в процентах                 | свежая оливка | зелёная молочная оливка |
| --------------------------- | ------------- | ----------------------- |
| Вода                        | 50–70         | 61–81                   |
| Жир                         | 6–30          | 9–28                    |
| крас. сахар                 | 2–6           | -                       |
| Протеин                     | 1–3           | 1–1,5                   |
| Клетчатка (волокна)         | 1–4           | 1,4–2,1                 |
| Минеральные вещества (зола) | 0,6–1         | 4,2–5,5                 |

Из 90% маслин делают оливковое масло, которое даже без консервантов имеет продолжительный срок хранения, что имеет огромное значение для Средиземноморья. Прочие маслины маринуют с косточкой или без неё.

### Сбор и заготовка
Листья заготавливают в период цветения растения и сушат в тени на свежем воздухе или в сухих, хорошо проветриваемых помещениях. Плоды собирают в период с сентября по декабрь.

## Использование

### Сорта
По физико-химическим показателям и содержанию масла оливки можно грубо разделить на две группы: богатые содержанием масла и менее богатые. Оливки, богатые содержанием масла, относятся к масличной группе. Ко второй группе относятся сорта, пригодные для переработки, или консервные сорта. Основные показатели при оценке консервных сортов — диаметр плода, его вес и соотношение мякоти и косточки (чем меньше косточка и больше мякоти, тем ценнее плод), свойства мякоти и её химический состав. Также сортность маслин определяется в зависимости от места произрастания, цвета, степени зрелости и размера, а также интенсивности сада (расположение деревьев относительно друг друга).

### Пищевой продукт

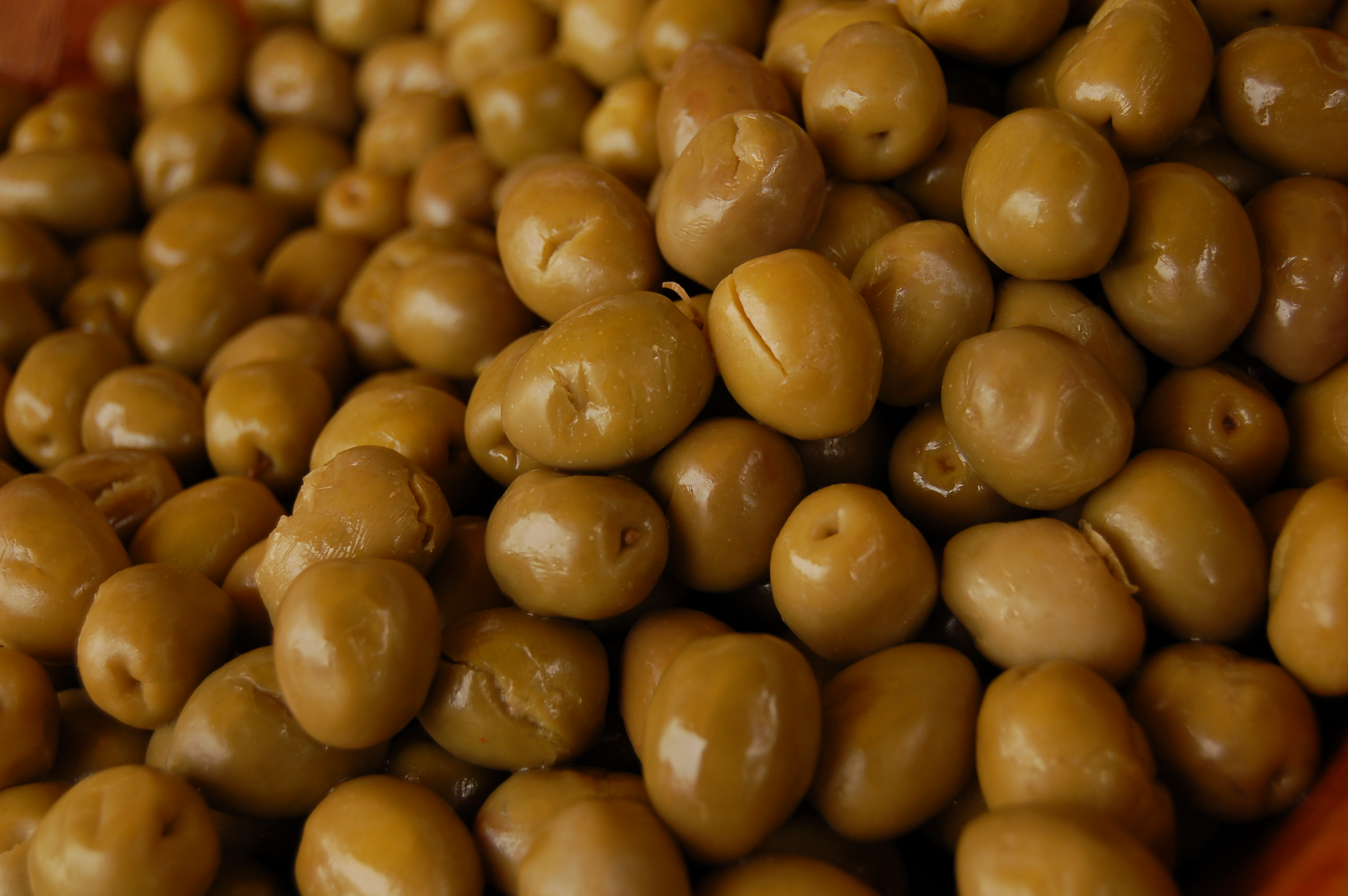
Маринованные плоды имеют характерный оливковый цвет

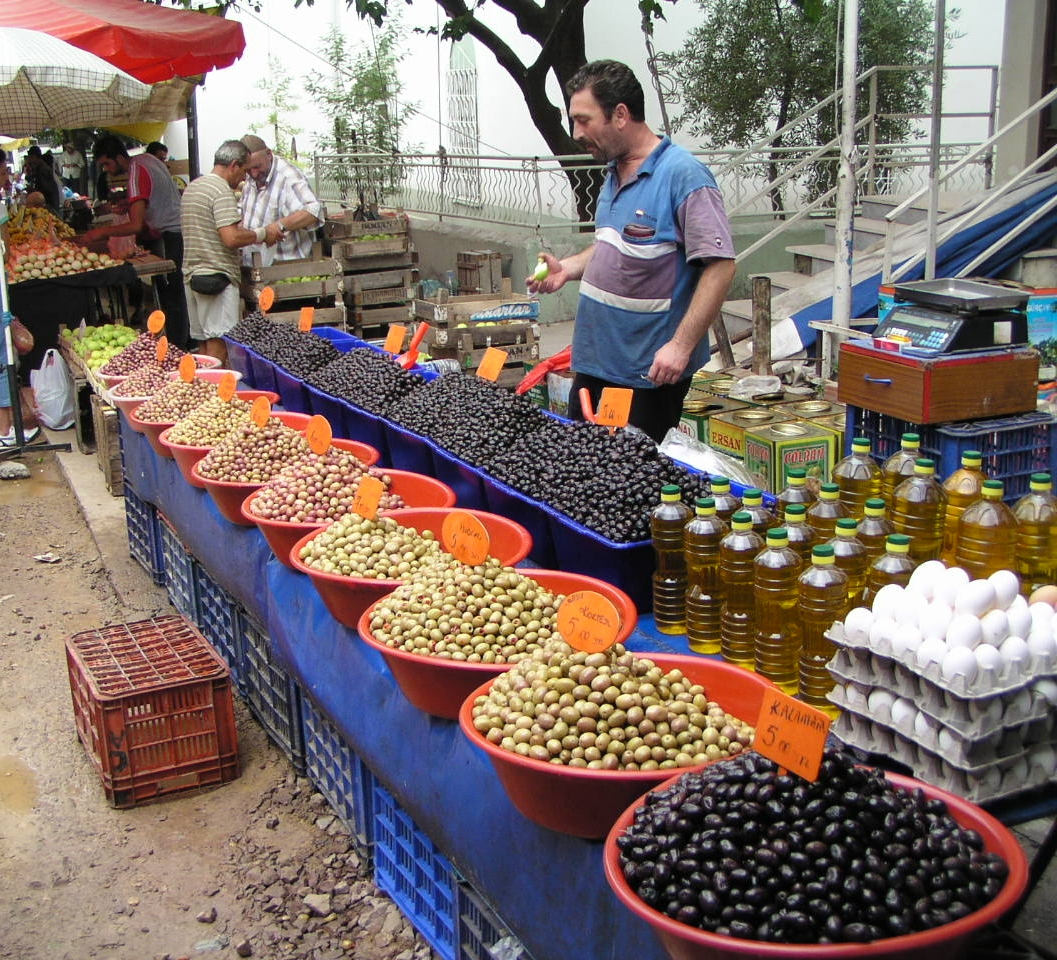
Торговля маслинами в Турции

С древних времен люди употребляли плоды оливы в пищу и изготавливали из них оливковое масло.
Маслины богаты жирами; выход масла на абсолютно сухое вещество в зависимости от помологического сорта колеблется от 50 до 80%. Плоды богаты белками, пектинами, сахарами, витаминами: В, С, Е, Р-активными катехинами, содержат соли калия, фосфора, железа и других элементов. Кроме того, в плодах найдены углеводы, катехины, фенолкарбоновые кислоты, пектиновые вещества, тритерпеновые сапонины. В листьях содержатся органические кислоты, фитостерин, гликозид олейропеин, смолы, флавоноиды, лактон эленолид, горькие и дубильные вещества, эфирное масло, в состав которого входят эфиры, фенолы, камфен, эвгенол, цинеол, цитраль и спирты. В листьях содержатся гликозиды, органические кислоты, горечи, флавоноиды и танины.
Масло плодов оливок является основным продуктом, ради которого главным образом и возделывается эта культура. Но плоды оливок находят широкое применение и в консервной промышленности для изготовления консервов из зелёных плодов, а из чёрных — маслин сухого посола. Используется оливковое прованское масло в пищевой промышленности при выработке деликатесных рыбных консервов (шпроты, сардины).
Содержание жира, его химические и физические свойства зависят от комплекса факторов, почвенно-климатических условий года, агротехнических мероприятий, помологического сорта.
Консервированные оливки, маслины чёрные сухого посола, и особенно фаршированные, имеют пикантный вкус, являются закуской, деликатесными консервами, дополняющими ассортимент пищевых продуктов, а главное — имеющими целебное значение.

### Древесина
Зеленовато-жёлтая, тяжёлая, крепкая и свилеватая древесина прекрасно поддаётся полировке и используется для изготовления мебели. Её также ценят резчики по дереву, её применяют для инкрустаций и изготовления дорогих токарных и столярных изделий.

### Медицинское применение
Сырая мякоть плода содержит до 80 % масла, богатого биологически активными соединениями, которое усваивается организмом на 98% (подсолнечное лишь на 80%). В состав масла входят ненасыщенные жирные кислоты — олеиновая (75%), линолевая (13%) и линоленовая (0,55%). Корой оливкового дерева пытаются заменять хину, а настои из листьев нормализуют кровяное давление и дыхание.

### Другие применения
Оливковое масло применяется в косметической промышленности. Вторые и низшие сорта масла известны под названием деревянного и применяются для смазки машин, при мыловарении.
Растения являются хорошим мелиорантом на затеррасированных горных склонах круче 10—12°. Они делают почву устойчивой к размывам и просадкам, что очень важно в приостановке оползней, эрозии почв и бесполезного сброса воды от осадков. Деревья оливы, характеризующиеся долговечностью и мощностью корневой системы, способны приостановить стихийную ситуацию в Оползневском лесничестве.

## Таксономия
Olea europaea L., 1753, Sp. Pl. 1: 8.

### Синонимы
- Olea alba Lam. ex Steud.
- Olea amygdalina Gouan
- Olea angulosa Gouan
- Olea angustifolia Raf. nom. illeg.
- Olea argentata Clemente ex Steud. nom. inval.
- Olea arolensis Clemente ex Steud. nom. inval.
- Olea atrorubens Gouan
- Olea bifera Raf.
- Olea brevifolia Raf.
- Olea buxifolia (Aiton) Steud. nom. illeg.
- Olea cajetana Petagna
- Olea cayana Raf.
- Olea communis Steud. nom. inval.
- Olea craniomorpha Gouan
- Olea ferruginea (Aiton) Steud.
- Olea gallica Mill.
- Olea hispanica Mill.
- Olea lancifolia Moench
- Olea latifolia (Aiton) Steud. nom. illeg.
- Olea longifolia (Aiton) Steud.
- Olea lorentii Hochst.
- Olea obliqua (Aiton) Steud.
- Olea oblonga Gouan
- Olea odorata Rozier ex Roem. & Schult.
- Olea officinarum Crantz
- Olea oleaster Hoffmanns. &
- Olea pallida Salisb. nom. illeg.
- Olea polymorpha Risso ex Schult.
- Olea praecox Gouan
- Olea racemosa Gouan
- Olea regia Rozier ex Roem. & Schult.
- Olea sativa Weston
- Olea sativa Hoffmanns. & Link nom. illeg.
- Olea sphaerica Gouan
- Olea sylvestris Mill.
- Olea variegata Gouan
- Olea viridula Gouan
- Phillyrea lorentii Walp.

### Подвиды
- Olea europaea subsp. europaea
- Olea europaea subsp. cerasiformis G.Kunkel & Sunding
  - [ syn. Olea europaea var. cerasiformis Webb & Berthel. ]
  - [ syn. Olea europaea var. maderensis Lowe ]
- Olea europaea subsp. cuspidata (Wall. ex G.Don) Cif.
  - [syn.  Olea africana Mill. — Олива африканская]
  - [ syn. Olea europaea subsp. africana (Mill.) P.S.Green ]
  - [syn.  Olea chrysophylla Lam.]
  - [syn.  Olea cuspidata Wall. ex G.Don]
  - [syn.  Olea ferruginea Royle]
  - [syn.  Olea verrucosa (Willd.) Link]
  - [ syn. Olea sativa var. verrucosa (Willd.) Roem. & Schult. ]
- Olea europaea subsp. guanchica P.Vargas et al.
- Olea europaea subsp. laperrinei (Batt. & Trab.) Cif.
  - [syn.  Olea laperrinei Batt. & Trab.]
- Olea europaea subsp. maroccana (Greuter & Burdet) P.Vargas et al.
  - [syn.  Olea maroccana Greuter & Burdet]

## История и география культивирования
Эта древнейшая плодовая культура имела большое распространение ещё в первобытном обществе; уже тогда люди пользовались её целебными пищевыми свойствами.
В наши дни общая площадь возделывания культурной оливы измеряется миллионами гектаров.

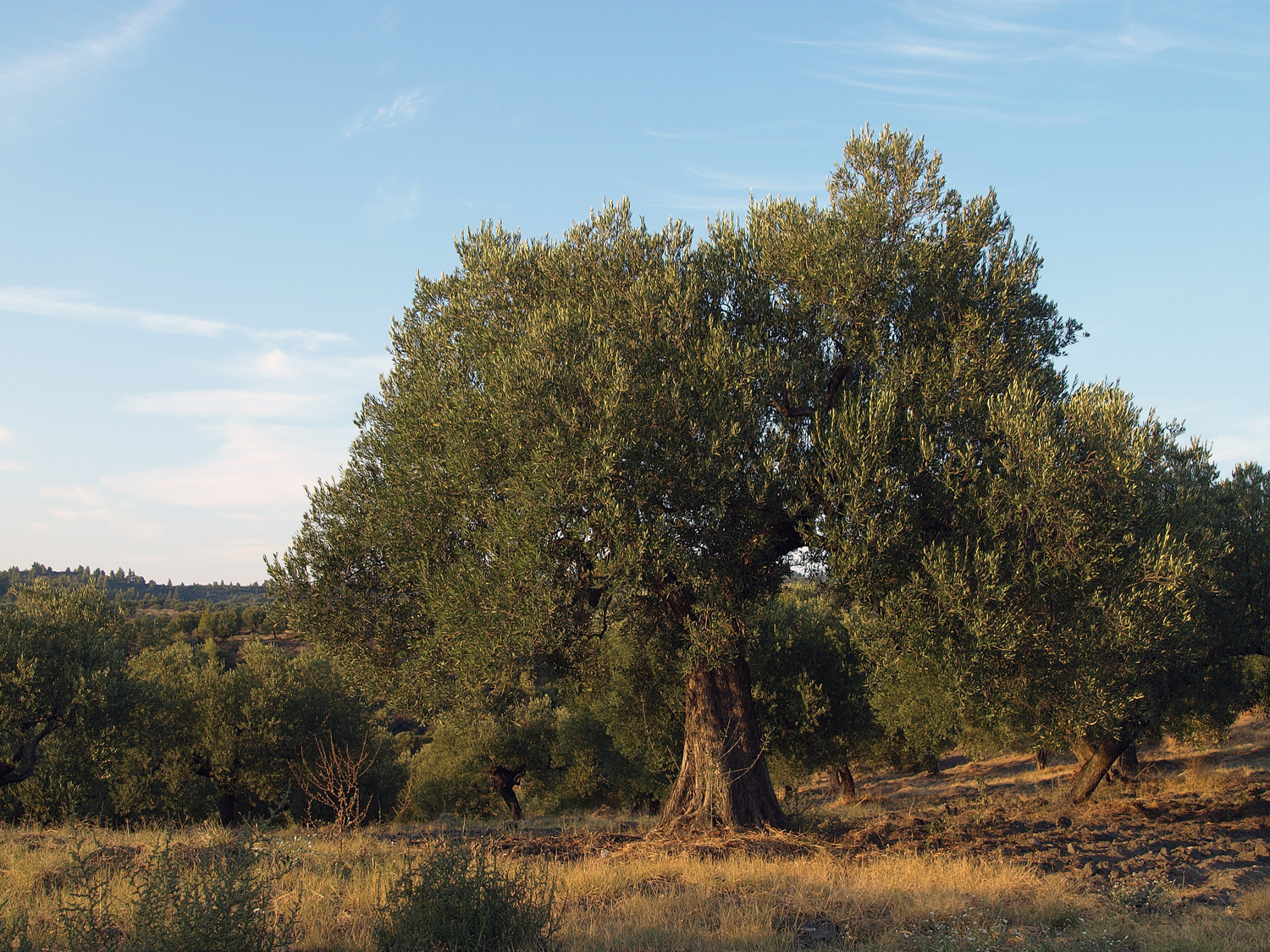
Оливковое дерево из Греции (Ситония)

### Грузия
Оливка — не новая для этих мест культура. Завезённая поселенцами, она выращивалась в Закавказье с X века и произрастала в большом количестве. На территории Грузии маслина была распространена в субтропической зоне, в том числе в Кахетии, обладающей подходящим климатом, о чём свидетельствует множество дошедших до наших дней исторических свидетельств.
Местные оливы не пережили печально известного татаро-монгольского нашествия: в XIII-м веке Грузия была разграблена кочевниками, а оливковые плантации обращены в пепел. И всё же, несмотря на то, что от старых насаждений сохранилась лишь малая часть, оливковый потенциал Грузии и в дальнейшем оставался очевиден: на протяжении веков грузинская маслина продолжает упоминаться как в литературе, так и в частных переписках.
Например, в письме знаменитого генерала Ермолова к тайному советнику Козодавлеву, датированном 1816-м годом («Записки А. П. Ермолова. 1798–1828»), описываются остатки прежних насаждений маслины, встречающихся в Грузии. А в научном исследовании «Сбор сведений по культурам ценных растений», опубликованном 1895-м году, даётся достаточно подробный обзор тогдашней ситуации: «пункты, где масличные деревья разведены... в отдалённые времена греческими колонистами, представляют [собой город] Гагры, находящийся на берегу Чёрного моря, на границе Черноморского и Сухумского округов, [и территорию в Новом Афоне]. В настоящее время плантация оливковых деревьев, заключающая до 7000 экз., по словам монахов, занимает только в Новом Афоне пространство около 50 десят[ин]” (Прим.: десятина — русская мера земельной площади, применявшаяся до введения метрической системы; одна десятина равна 2400 кв. саженям или 1,09 гектара).
По данным «Обзоров внешней торговли Грузии» известно, что оливки вывозились в другие страны, в частности в Россию (объёмы вывоза оливок в Россию из Грузии приведены в таблице).
За 1888 - 1892 гг. ввезено в Poссию маслин из Грузии
| Годы | Число пудов* | Сумма в рублях |
| 1888 | 63 407       | 207 706        |
| 1889 | 108 778      | 313 333        |
| 1890 | 108 235      | 315 828        |
| 1891 | 103 938      | 325 686        |
| 1892 | 124 168      | 377 718        |

* 1 пуд равен 16,381 кг.
Таким образом, документально зафиксировано, что ещё сравнительно недавно, в XIX веке, грузинские оливки экспортировались в другие страны. К сожалению, в результате политики советского правительства начатое дело не смогло получить достойного развития вплоть до нашего времени.
Однако и нельзя сказать, что учёные обходили грузинскую оливку вниманием: её никогда не переставали изучать, и к настоящему моменту собрана научная база, всесторонне описывающая особенности разведения маслины в этой местности.
Современная Грузия активно развивает оливковую культуру, и уже сотни гектар оливковых деревьев произрастают в Кахетии, также литературные источники утверждают, что  в конце XVIII века были созданы значительные насаждения в районе Тбилиси, а также в других местах. В настоящее время в Кахетии плантации оливок занимают около 700 гектаров.

### Абхазия
На территории Абхазии самый крупный массив оливы составляет около 4000 деревьев, находится он в Новом Афоне, на землях Новоафонского монастыря. В настоящее время в районе Гагры встречаются одичавшие деревья маслины, живые свидетели того, что в этих местах в старину эта культура была широко распространена.

### Россия
Культивация оливы обыкновенной (маслины) на Кавказе началась благодаря греческим колонистам, которые селились на северных берегах Чёрного моря начиная с VII века до нашей эры. Некоторые[кто?] учёные предполагают, что олива была завезена на Кавказ из Малой Азии, расположенной в нескольких сотнях километров южнее и являющейся местом произрастания этой культуры в «догреческие» времена. Это даёт основание полагать, что олива появилась на Кавказе даже раньше, чем в Греции. Однако, как бы там ни было, с запустением древнегреческих колоний культивация оливы пришла в упадок, который продолжался до XII—XV веков. С приходом в северное Причерноморье колонизаторов из Генуи вновь начался подъём выращивания оливкового дерева, но впоследствии культура оливы не получила большого распространения из-за выращивания других культур, таких как виноград. В настоящее время на Кавказе оливковое дерево встречается от Геленджика до Батуми (Грузия). Маслину выращивают в Крыму, при этом она может расти не только на южном берегу, но и на остальной части полуострова. По неточным данным, разведением маслины занимались в Крыму с 1785 года. Ныне можно встретить отдельные деревья-патриархи, которым исполнилось 400—500 лет. Встречаются также групповые насаждения в виде небольших рощ. В Никитском ботаническом саду растёт самая старая олива в Крыму, которой около 2000 лет.

### Азербайджан
На территории нынешнего Азербайджана маслина культивировалась очень давно. Это подтверждается найденными остатками этого растения при раскопках Апшерона, Барды и других районов. Со временем оливковые плантации Азербайджана были утрачены в результате средневековых войн, и о развитии этой культуры до XVII века включительно литературных сведений не имеется.
В настоящее время одно наиболее старое дерево, которому не менее 180–200 лет, сохранилось в селении Нардаран (Баку). В Баку в Губернаторском саду имеется около 100 деревьев в возрасте 80–90 лет, в Гяндже произрастают шесть деревьев примерно такого же возраста.
В 1939 году в районе Баку были созданы маслиновые совхозы — «Маштагинский», «Зыхский», «Зыринский» и «Туркиянский». Общий урожай оливок, поступавших на консервный завод, к 1965 году достигал 220–250 тонн в год, из них 25–30 т для сухого посола.
Используется олива и как декоративное растение, в качестве украшения проспектов, парков и скверов. Массовый сбор урожая с этих деревьев, количество которых достигает 40 тысяч, не организован, и получаемый от них урожай к 1965 году составлял 13–15 тонн

### Греция
В Греции оливковое дерево культивировалось с незапамятных времен. По легенде первое оливковое дерево подарила людям богиня Афина, когда выиграла свой спор с Посейдоном о том, кому быть покровителем Афин. В Греции считалось, что первое оливковое дерево возникло из копья богини Афины, которое она воткнула на Афинском Акрополе. В античные времена греки не только употребляли в пищу оливковое масло, но и использовали его для смазывания ран и натирались им перед спортивными состязаниями. Именно греки распространили оливковое дерево по всему Средиземноморью. Современная Греция — мировой лидер по потреблению оливкового масла, на одного жителя приходится почти 24 литра масла в год. По производству масла Греция обычно чуть уступает Италии, в некоторые годы опережая эту страну (в среднем производство оливкового масла в Греции составляет около 2000 тыс. тонн в год)

### Испания
Испания — мировой лидер в производстве оливок. В 2011 году в Испании произвели 7869 тыс. тонн оливок (общее производство в мире в том году составило 19894, таким образом доля Испании составила 39,55% мирового производства, данные ФАО).

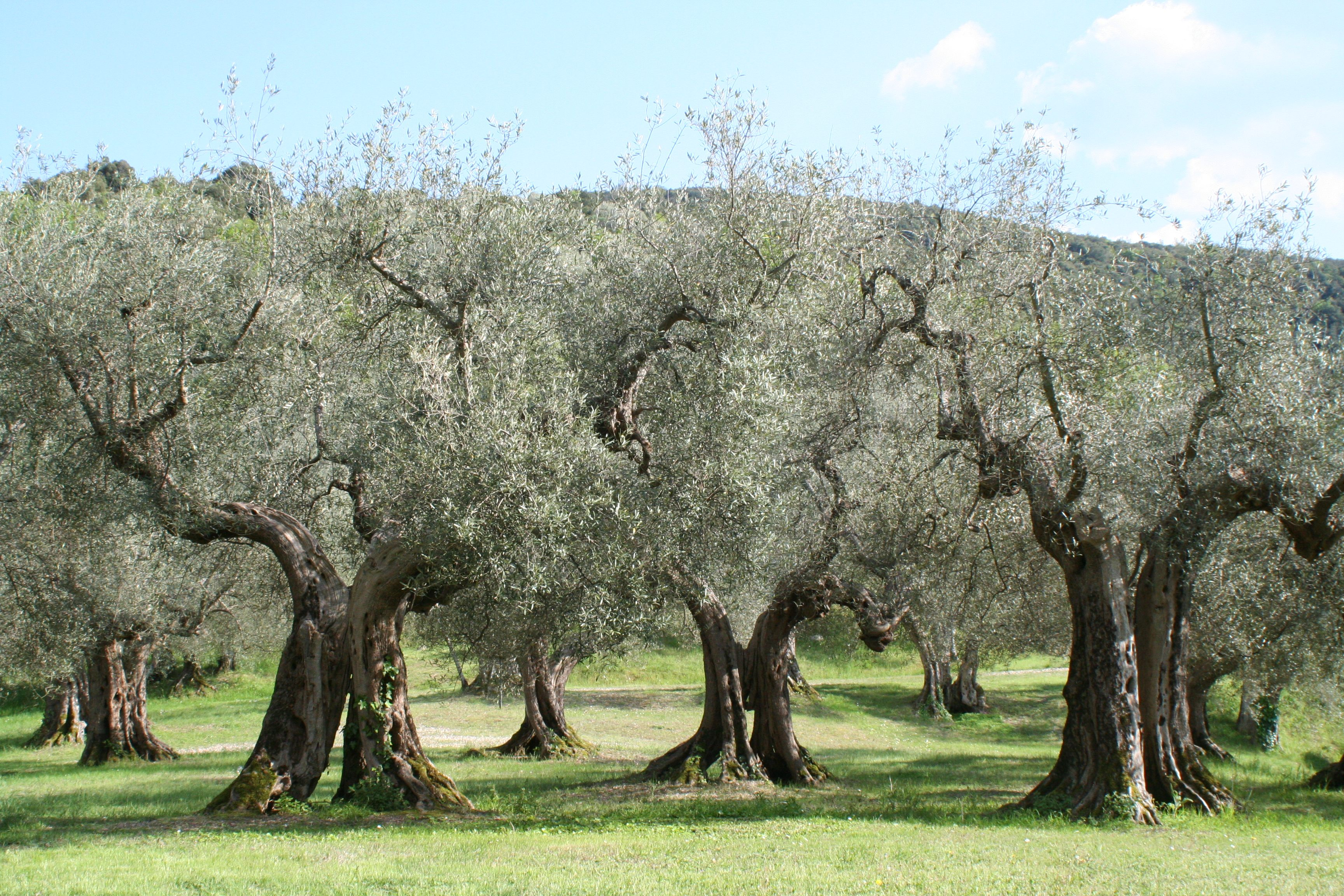
Роща масличных деревьев в Умбрии

### Италия
Италия по насаждениям оливы превосходит классическую страну маслинопроизводства Грецию. Олива — одно из главных возделываемых растений Италии. Большинство оливковых насаждений этой страны размещено совместно с виноградом, цитрусовыми, инжиром и миндалём. По данным на 1958 год, в Италии насаждениями оливы было занято 226 тыс. га. В 1965 году в Италии было собрано 1792 тыс. тонн плодов оливы.

### Турция
Одной из стран-производителей маслин является Турция.

### Хорватия и Черногория

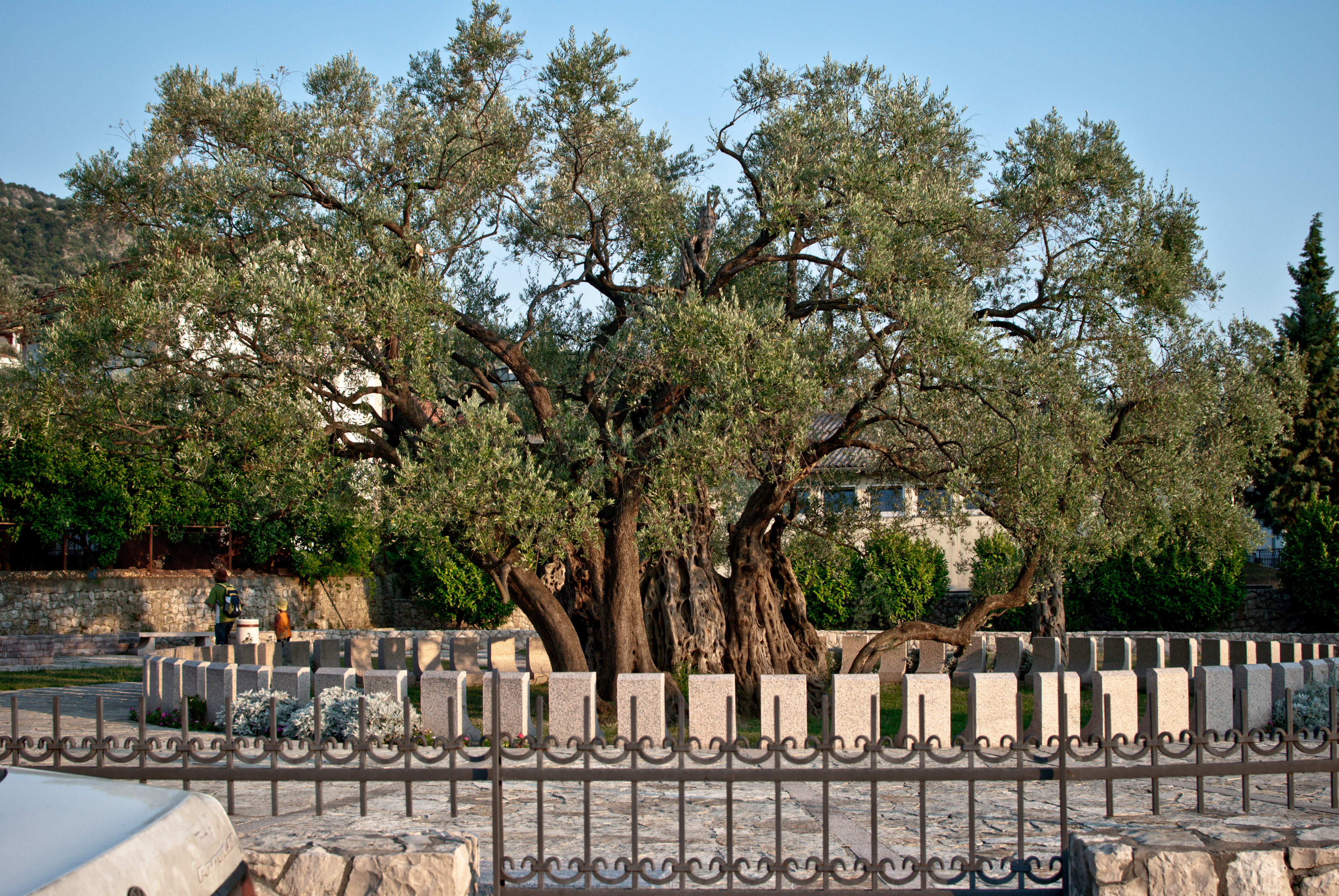
2000-летняя маслина в городе Баре (Черногория)

В Хорватии плантации маслины сильно пострадали во время Второй мировой войны. Немецкие оккупанты вырубили и сожгли, по неполным данным, более миллиона деревьев.
Одной из старейших маслин считается 2000-летнее дерево, растущее в городе Баре в Черногории.

### Израиль и Палестинская автономия

Оливковая роща в Гефсиманском саду, Восточный Иерусалим, 2018

Палестина является одним из самых крупных в мире поставщиков сувениров и религиозных товаров из оливковой древесины, в том числе сделанных в основном в палестинском городе Вифлееме. Это кресты, чётки, фигурки христианской тематики и ёлочные игрушки.
Многие оливковые деревья в Палестине были посажены столетия и тысячелетия назад и сохранились до наших дней. Пример тому — оливковые деревья в Гефсиманском саду в Восточном Иерусалиме.

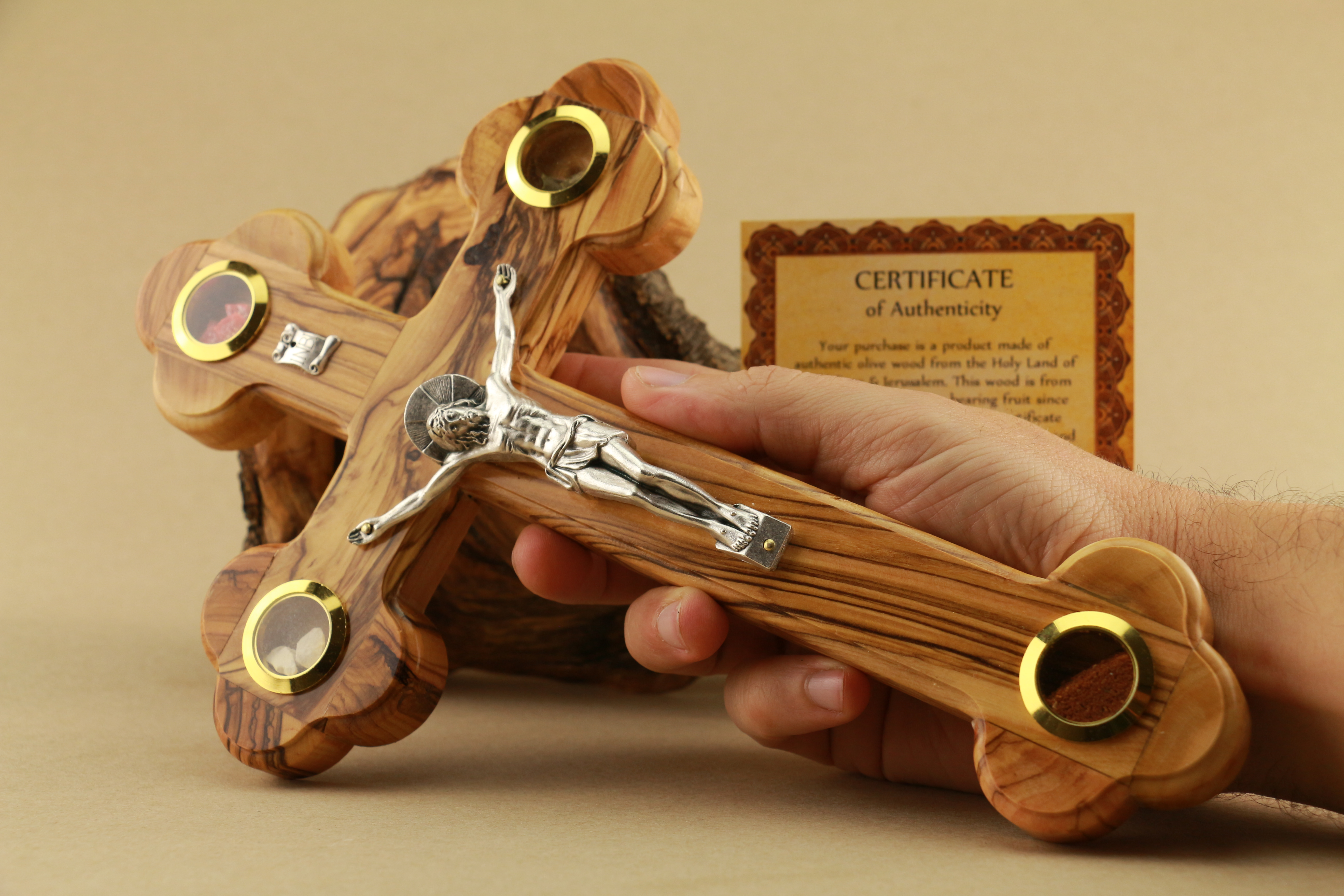
Палестинская продукция: крест, вырезанный из оливкового дерева. По бокам креста — частицы Святой Земли, ладан из Ливанского Кедра и Святая вода.

Для производства товаров из оливковых деревьев в Палестине и Израиле используют, как правило, лишь верхние части деревьев и только после сбора оливковых плодов в конце сентября. Это делается для того, чтобы на следующий год оливковые деревья давали больше плодов, нежели листьев. В связи с тем, что в Палестине более семи месяцев в году нет дождей, оливковые деревья впитывают в себя огромное количество влаги в зимний период дождей и способны сохранять её в своих стволах на протяжении многих месяцев. После сбора оливковой древесины её необходимо высушить в тени не менее года, так как древесина содержит большое количество влаги и даже после года сушки с ней ещё рано работать; её, как правило, распиливают на доски или бруски и кладут под пресс на дополнительную сушку в течение трёх-четырёх месяцев. Только после этого оливковую древесину можно обрабатывать. Если не учесть все особенности и сроки сушки оливковой древесины, то изделие лопнет, потрескается или деформируется. Работа с оливковой древесиной сложна и требует особых профессиональных навыков.

### США
В США основным регионом производства оливок и оливкового масла является Калифорния. Кроме Калифорнии оливки производят на Гавайях, в Техасе, Джорджии, Флориде и Орегоне.

## Мировое производство
Крупнейшие производители оливок (тысяч тонн):
| Номер | Страна            | 1992 | 2010 | 2022 |
| ----- | ----------------- | ---- | ---- | ---- |
| 1     | Испания           | 3178 | 7198 | 3940 |
| 2     | Греция            | 1847 | 2560 | 3045 |
| 3     | Турция            | 750  | 1415 | 2976 |
| 4     | Италия            | 2366 | 3171 | 2160 |
| 5     | Марокко           | 380  | 1506 | 1968 |
| 6     | Тунис             | 675  | 873  | 1200 |
| 7     | Египет            | 95   | 391  | 1137 |
| 8     | Сирия             | 519  | 960  | 991  |
| 9     | Алжир             | 266  | 311  | 822  |
| 10    | Португалия        | 157  | 445  | 792  |
| 11    | Саудовская Аравия | 0    | 0    | 388  |
| 12    | Аргентина         | 68   | 354  | 356  |

## Оливковая ветвь — символ мира
Оливковая ветвь является символом мира, перемирия. По Библии, была принесена Ною голубем в знак того, что гнев Бога на людей стих, и Всемирный потоп прекратился. Оливковое деревце выросло самым первым после потопа, и поэтому его ветвь стала вестью о мире между Богом и человеком. В исламской традиции олива — древо жизни, одно из двух запретных деревьев в раю.
Голубь, несущий оливковую ветвь, изображён на эмблеме Всемирного конгресса сторонников мира. Оливковая ветвь нашла широкое применение в геральдике, где имеет похожее значение.